# Corrupção na Malásia
De acordo com uma pesquisa pública realizada em 2013 na Malásia pela Transparência Internacional, a maioria das famílias entrevistadas percebeu que os partidos políticos malaios eram altamente corruptos. Um quarto das famílias entrevistadas considerou os esforços do governo no combate à corrupção como ineficazes. A corrupção na Malásia geralmente envolve conexões políticas que ainda desempenham um papel importante no resultado das licitações públicas.
Executivos de negócios entrevistados no Relatório de Competitividade Global 2013-2014 do Fórum Econômico Mundial revelam que comportamentos antiéticos das empresas constituem uma desvantagem para fazer negócios na Malásia. Contratos governamentais são às vezes concedidos a empresas bem relacionadas, e as políticas de conceder grandes projetos de infraestrutura a empresas Bumiputera selecionadas, sem licitação aberta, continuam existindo.
Em 28 de julho de 2020, o ex-primeiro-ministro Najib Razak foi condenado por sete acusações de abuso de poder, lavagem de dinheiro e apropriação indébita por um tribunal superior da Malásia, relacionadas ao escândalo do 1Malaysia Development Berhad. Ele foi condenado a 12 anos de prisão e multado em RM210 milhões.